# Bagdad
Bagdad (Arabisch: بغداد) is de hoofdstad van Irak. De stad ligt aan de Tigris en telt ruim 8 miljoen inwoners. Het is de grootste stad van Irak en, na Caïro, de grootste stad van de Arabische wereld.

## Geschiedenis
Bagdad werd in 762 gesticht door kalief Mansoer onder de naam Madinat as Salam (de Stad van de Vrede), en werd met tussenpozen de hoofdstad van het kalifaat van de Abbasiden. In het klooster van Dayr al-Attiq, ten zuiden van wat de Ronde Stad zou worden, werd Mansour in 758 ontvangen, toen hij langs kwam om de plek van zijn nieuwe hoofdstad te bepalen. Eerdere bezoeken waren aan al-Hashimiyah bij Koefa en Anbar bij Ctesiphon geweest. Toen Mansour vroeg wat de naam van de plaats was en hij vernam dat het Bagdad was, zei hij dat het de stad was waarvan zijn vader, Muhammad ibn Ali had gezegd dat hij die zou stichten, als woonplaats zou hebben en zijn afstammelingen er na hem over zouden regeren. De christelijke monniken vertelden Mansoer dat ze in het bezit waren van oude boeken, die ook voorspelden dat op deze plek een koning zich zou vestigen. In feite is de naam van een buurdorpje, Bagdad, overgegaan op de nabijgelegen stad. Het was in eerste instantie dus een bijnaam, waar in officiële situaties de naam "Madinat as Salam" werd gebruikt. De naam Bagdad is van zeer oude oorsprong en is aangetroffen in teksten uit circa 1800 v.Chr. De stad werd ook wel de Ronde Stad genoemd, vanwege zijn ronde vorm.
- Animatie over het oude Bagdad

### Bloeiperiode
In vier jaren verrezen er door het werk van 100.000 man uit Syrië, Iran, Mosul, Koefa en Basra, het enorme Paleis van de Vergulde Poort en een grote moskee in het midden van een ommuurde stad. Er waren twee concentrische muren, 30 m. van elkaar, omgeven door een greppel. De omtrek van de buitenmuur, 5 m. dik en 13 m. hoog, was meer dan 2,5 km. De kosten bedroegen 4 miljoen dinars (toen woog een dinarius 4,55 gram aan goud). Het Paleis was vierkant en elke zijde 1/2 km lang. Er was een hal (iwan) met een immense groene cupola, waar de kalief hof hield. De stad had twee rondgaande straten die twee veiligheidszones omgaven en vier wegen kruisten, die liepen van de vier stadspoorten naar het paleis en de moskee. De stad groeide explosief door de toestroom van mensen uit de hele islamitische wereld. Daarom werd de markt al-Karkh buiten de Ronde Stad verplaatst en een moskee buiten de muren gebouwd. Mansoer bouwde het paleis al-Khuld (Gezegende Eeuwigheid) ten noorden van de stad en trok er in. Aan de overkant van de Tigris verrees het paleis van de kroonprins, Mohammed al-Mahdi, de vader van Haroen ar-Rashid.
De stad bloeide als handelsstad doordat een groot deel van de handelswegen tussen Azië en Europa via Bagdad gingen. De grote havenstad Basra aan de Perzische Golf zorgde voor een goede verbinding met de Indische Oceaan. Zo kwamen belangrijke zeeroutes vanuit Oost-Afrika en Zuid-Azië bij Bagdad samen.
Kalief Mahdi, Mansours zoon, bouwde zijn paleis in al-Rusafa, tegenover de oostelijke oever, waar zijn zonen zich vestigden. De meest trouwe stammen, de Koraish, Ansaar en Yemen, kregen grond van de kalief. Zij hielden de literaire en poëtische tradities van het pre-Islamitische verleden in leven.
Binnen een halve eeuw was Haroen ar-Rashids hoofdstad uitgegroeid tot de grootste stad van de wereld, met misschien wel een miljoen inwoners. In die tijd hadden de grootste steden in Noord Italië en Vlaanderen hooguit 40.000 inwoners. Alleen Constantinopel, Damascus of Caïro zouden met Bagdad te vergelijken zijn, want zij zouden snel een bevolkingsaantal hebben van 300.000 tot 500.000. De enorme groei is te verklaren door: vrede, politieke stabiliteit, een efficiënte regering en een actieve bevolking die nieuwe rijkdommen aanboorde. De meerderheid van de christenen waren nestorianen. De christenen hadden een aantal kerken en kloosters in de stad, vooral in de wijk Karkh. En er waren veel nestorianen in al-Shamassia. Er waren minder monofysieten, maar geen van beide groeperingen werd iets in de weg gelegd en Bagdad was onder de eerste Abassiden een belangrijk centrum voor de nestoriaanse missies naar Centraal Azië.
De Talmoedische school van Bagdad had invloed tot in Zuid-Europa.
De eerste immigranten kwamen uit Khorasan, Yemen, Hejaz, Wasit en Kufa. De markt werd naar al-Karkh verhuisd en was volgens Yakubi twee parasangs lang en een breed. De diverse markten hadden er een eigen van elkaar afgescheiden plek. Er verscheen een luxueuze wijk: al-Shamassia. In de nieuwe wijk al-Rusafa gingen ook de Barmakiden wonen. De Barmakiden Yahya en Jaffar (de beroemde vizier van Haroen ar-Rashid) bouwden er ieder een luxueus paleis. Later deden Haroens zonen Amin en Mamoen hetzelfde. Er werd gebouwd met gedroogde- en bakstenen, wat verklaart dat veel gebouwen al snel tot puinhopen vervielen. Eind 8e eeuw had Bagdad 23 paleizen. In Haroens tijd waren er drie pontonbruggen: bij de Khorasanpoort, bij al-Karkh en een meer zuidelijk. Er was een netwerk van kanalen, waarover per schip goederen en personen werden vervoerd, als in Venetië. Er werd wel gezegd dat elke inwoner een ezel in de stal en een schip op de rivier moest hebben.
De kunsten en wetenschappen werden gestimuleerd door de intellectuele vrijheid die de Abbasiden voorstonden en er ontstonden beroemde studiecentra met onder andere het Huis der Wijsheid, waar studenten en geleerden vanuit de hele (toenmalig bekende) wereld kwamen studeren en onderwijzen. Bagdad werd een belangrijk centrum voor het in stand houden van de vroegere Attische en Helleense geschriften. Een deel van de klassieke literatuur is alleen nog bekend uit Arabische vertalingen die hier bewaard en becommentarieerd werden. Ook de geneeskunst stond op hoog peil. Uit deze periode (de 9e eeuw) dateren de Verhalen van 1001 nacht, waarin Bagdad en zijn beroemde kalief Haroen ar-Rashid een belangrijke rol spelen.
In 1055 veroverden de Seltsjoeken de stad. Zij respecteerden het gezag van de kalief maar bestuurden zelf de wereldse zaken. Zij stichtten in Bagdad ook de Nizamiyyah, een andere vorm van hoger onderwijs die meer op Turkse en Perzische tradities leunde.

### 1258

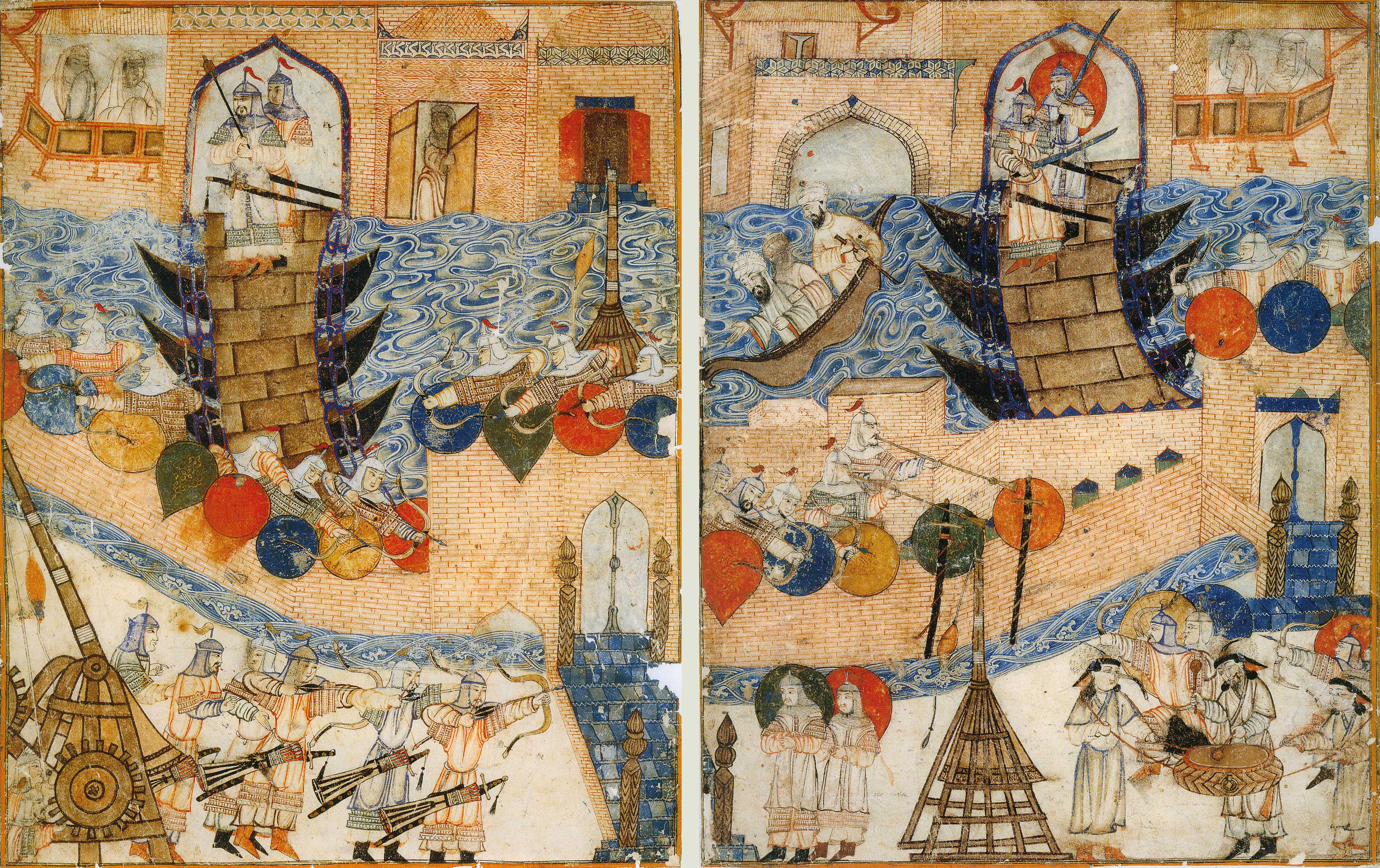
Inname van de stad door de Mongolen in 1258. Illustratie uit de Jami' al-tawarikh van de Perzische historicus Rashid al-Din

Tot in 1258 bleef Bagdad een van de belangrijkste steden van de islamitische wereld en van West-Azië. In dat jaar verwoestten de Mongolen Bagdad en doodden bijna de gehele bevolking en de laatste kalief van de Abbasiden in een orgie van geweld. Hierna namen andere cultuurcentra als Egypte en islamitisch Spanje Bagdads rol over.
De Mongoolse khagan Mongke gaf in mei 1253 zijn jongere broers Hulagu en Koeblai de opdracht respectievelijk de Arabische steden Bagdad, Damascus en Caïro aan te vallen en de Chinese Song-dynastie.
Bagdad was voor de Mongoolse veroveraar Hulagu de ultieme prijs: de Arabische culturele en financiële hoofdstad. Om er te komen wist hij in 1257 eerst de Nizari Ismaili's of Assassijnen te vernietigen, die zich in misschien wel honderd bergforten ophielden van Afghanistan tot Syrië. Daarna schreef Hulagu aan de 37e kalief sinds Mohammed, dat hij als een rebelse vazal werd beschouwd, aangezien hij hem niet te hulp was gekomen bij de uitroeiing van de Assassijnen. De kalief moest zich overgeven, maar weigerde dat natuurlijk. Hulagu sommeerde daarna de legers van de vazalstaten Armenië en Georgië, naast een aantal Turkse stammen. In januari 1258 omringden de legers Bagdad. De stad was onderhand gevuld met vluchtelingen. Aangezien zijn moeder en twee van zijn vrouwen christelijk waren en hij goede contacten onderhield met de christelijke staten Armenië en Georgië begon Hulagu geheime onderhandelingen met christenen in de stad. Hij beloofde hen en andere minderheden, dat ze gespaard zouden worden. De kalief probeerde op zijn beurt ook gebruik te maken van de goede banden tussen de Mongolen en de christenen. Hij stuurde de Catholikos Makikha, de patriarch van de christelijke kerk, samen met een moslim-minister om met de Mongolen te onderhandelen. Hulagu wilde van geen oplossing weten, omdat hij de rijkste stad van de wereld al als zijn bezit beschouwde. De stad werd beschoten.
Dadelpalmen werden als pijlen afgeschoten en ijzeren cilinders op wielen schoten met buskruit projectielen naar de muren. De Arabieren hadden deze nieuwe vorm van oorlogvoering nog niet eerder meegemaakt. De muren werden ondermijnd met explosieven. Zo wisten de Mongolen zelf zo ver mogelijk van het geweld te blijven, de tactiek die bij de Mongolen de voorkeur genoot. Dammen werden verwoest en de rivier de Tigris omgeleid, zodat het water de muren omringde. 5 februari 1258 braken de Mongolen door de muren van Bagdad en na vijf dagen werd er gecapituleerd. Christelijke troepen verzamelden de buit en kerken en christelijk bezit werden veilig gesteld. De Catholikos Makikha kreeg een van de paleizen van de kalief aangeboden. De christenen van de stad sloten zich bij hun geloofsgenoten aan en plunderden de stad en slachtten moslims af. Eeuwen van opgekropte haat kwam vrij en moskeeën werden verwoest. Tijdens de 17 dagen dat er werd geplunderd ontstond er, opzettelijk of niet, brand in de stad. Hulagu gaf de christenen toestemming om de tombes van de abbasidische kaliefen te verwoesten. De kalief en zijn mannelijke erfgenamen werden onder tapijten of ingenaaid in zakken door paarden vertrapt.
Het Mongoolse leger was er in twee jaar in geslaagd wat de Europese kruisvaarders uit het Westen en de Seltsjoekse Turken uit het Oosten in twee eeuwen niet was gelukt: ze hadden het hart van de Arabische wereld veroverd. Damascus gaf zich van tevoren gewonnen, nu de Mongolen samen met Bohemund VI van Antiochië en de Seltsjoekse sultan voor de poorten stonden. De veertig jaren van de aanval van Genghis Khan op Buchara tot de val van Bagdad en Damascus hielden het dieptepunt in van de moslim geschiedenis. Maar Caïro volgde niet. De Mamluk slaven, gekocht van Italiaanse kooplui, die hen van de Kipchak en Slavische bevolking van Rusland hadden gebracht, wisten in dienst van de Egyptische sultan de Mongolen 3 september 1260 bij Ayn al-Jalut (de bronnen van Goliath) te verslaan. Het Mongoolse rijk had haar westgrens bereikt.

### 1500-1945

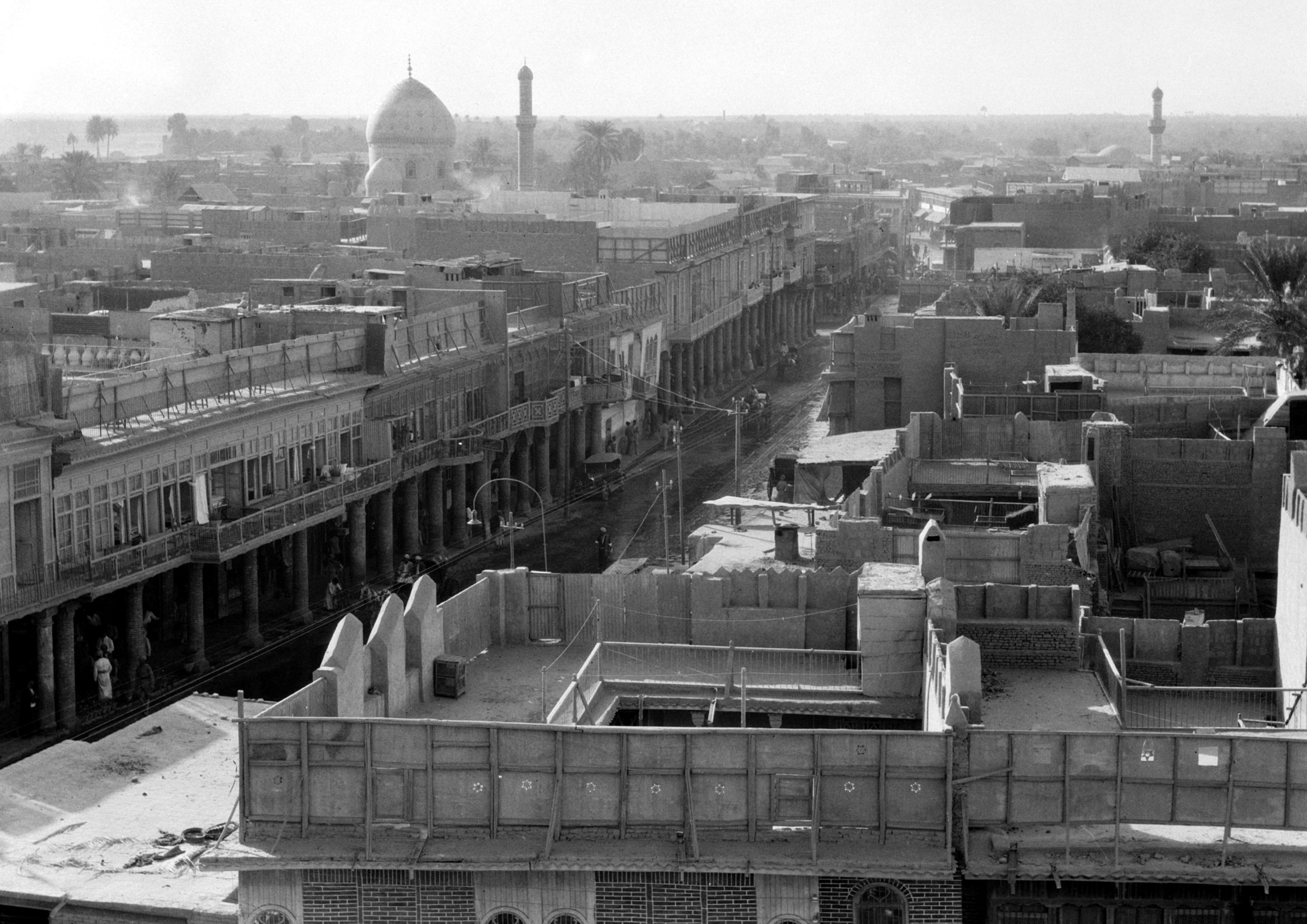
Zicht op Bagdad in 1932

In 1401 werd de stad opnieuw door Mongolen geplunderd, en in 1534 viel Bagdad in handen van de Turken. Na de val van het Ottomaanse Rijk in 1917 werd Bagdad in 1920 de hoofdstad van het Brits Mandaat Mesopotamië, in 1921 van het Koninkrijk Irak, dat in feite nog een Brits protectoraat was, tot het in 1932 onafhankelijk werd. De Britse mandaatregering in Irak publiceerde oktober 1921 de eerste officiële cijfers qua bevolkingssamenstelling van Bagdad. De stad telde in dat jaar 202.200 inwoners, van wie er 80.000 Joods waren, oftewel zo’n 40 procent van de bevolking. In 1941 vond een grootschalige massamoord op Iraakse Joden plaats, die bekend is geworden onder de naam Farhud. Nadien vluchtten veel Joden weg; na 1948 vooral naar de jonge staat Israël.

### Recente geschiedenis
In de Golfoorlog van 1990-1991 en die van 2003 onderging de stad zware bombardementen. In april 2004 waren delen van de stad in handen van het Iraakse verzet. Vooral in de wijk Sadr-stad was het verzet hevig. Tussen 2006 en 2009 vond een verheviging plaats van politiek en sektarisch geweld. In 2014 vielen nog altijd 1.141 doden bij 380 aanslagen.

## Topografie

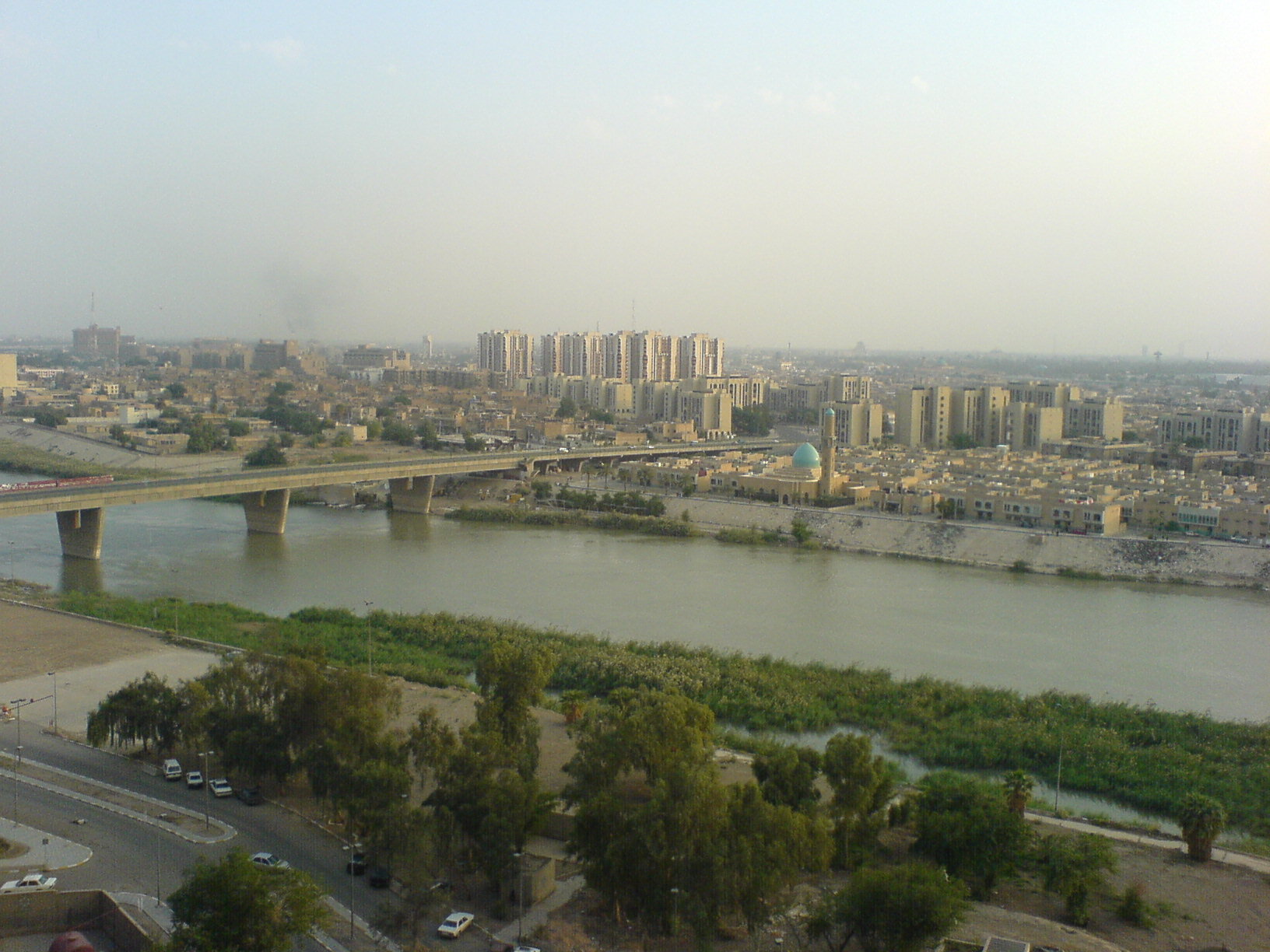
Brug over de Tigris in Bagdad

Bagdad is gelegen aan de Tigris. De rivier stroomt dwars door Bagdad en deelt de stad in twee delen; het westelijke gedeelte 'Karkh' en het oostelijke gedeelte 'Risafa'.

## Bezienswaardigheden

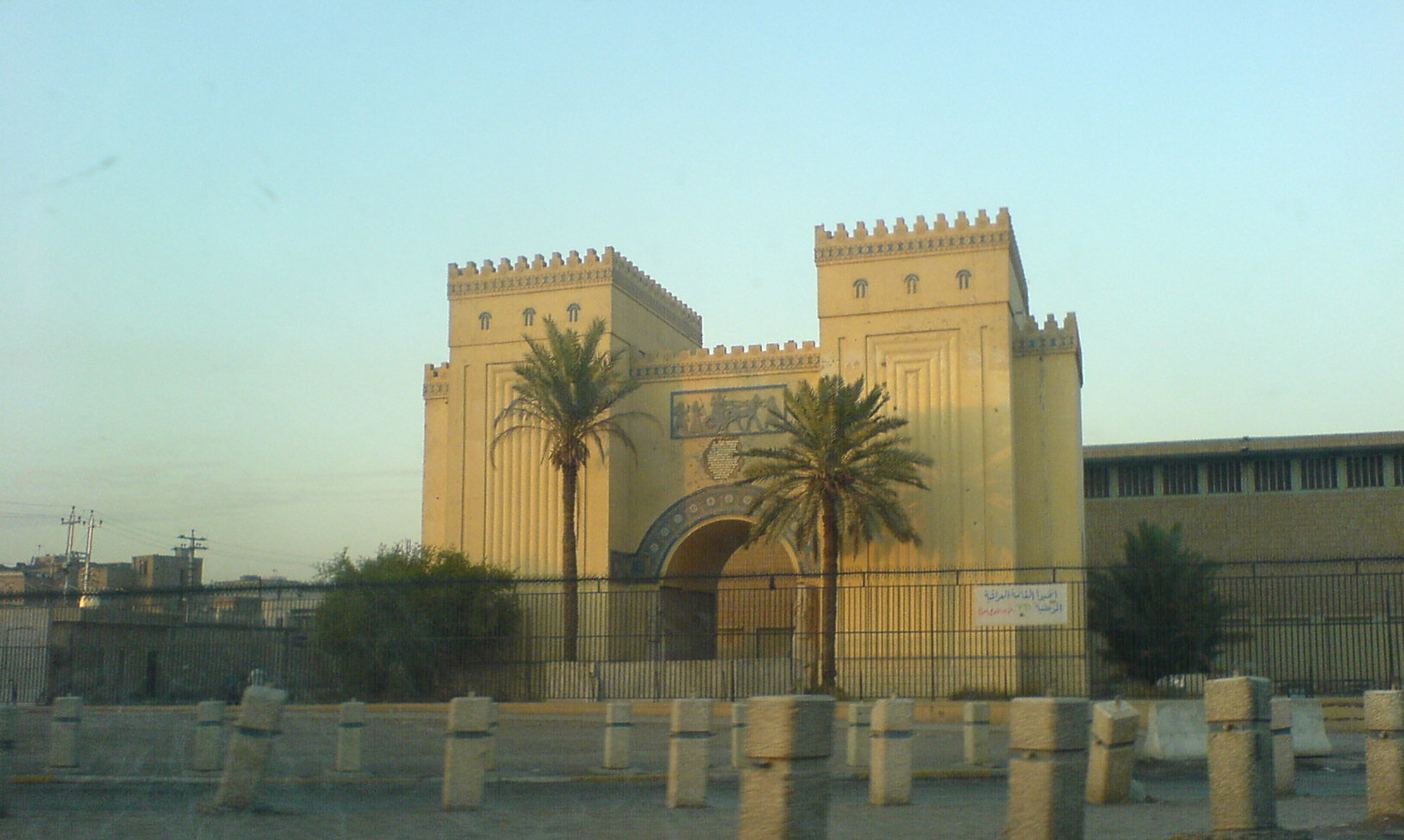
Nationaal Museum van Irak

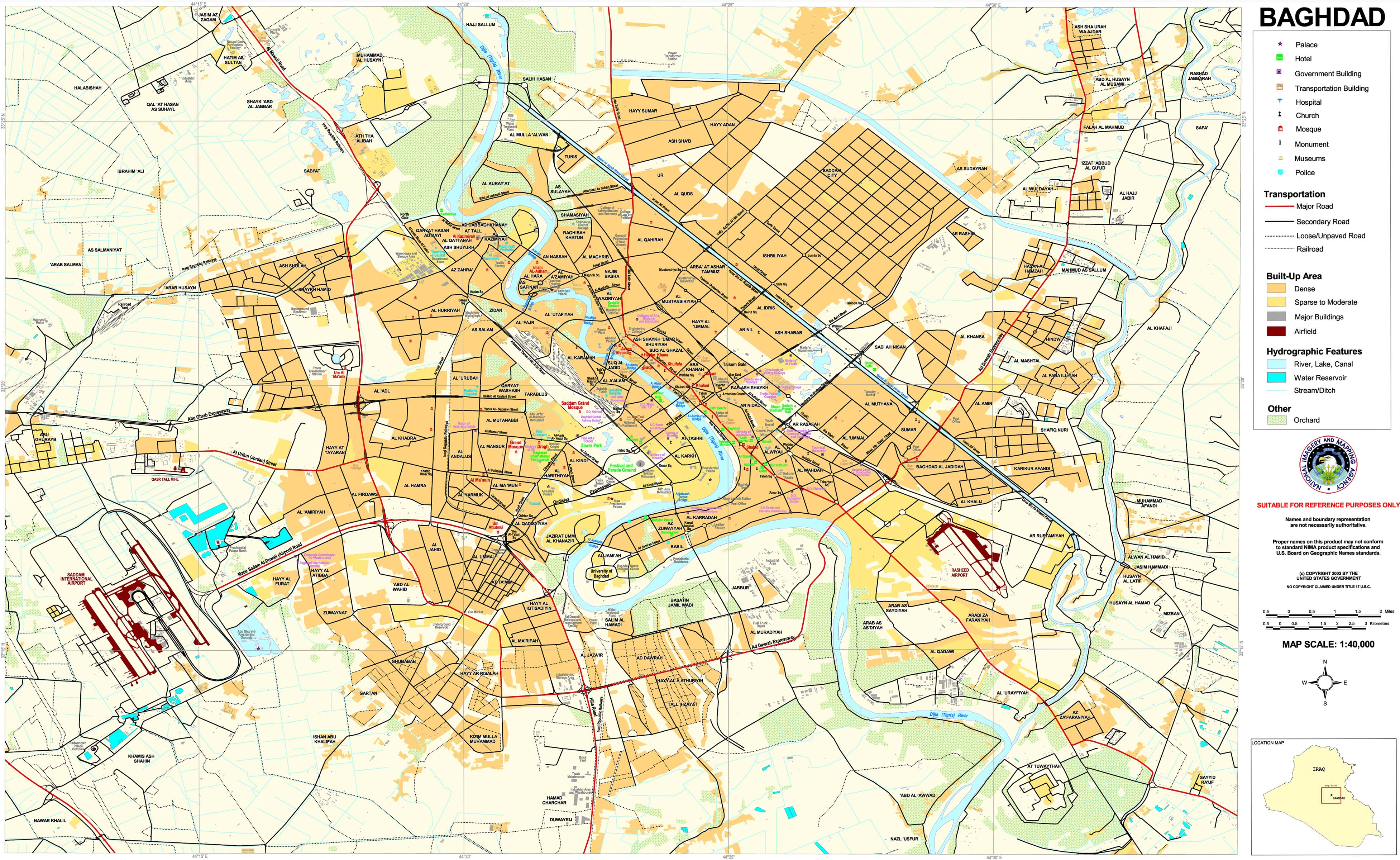
Stadsplattegrond van Bagdad

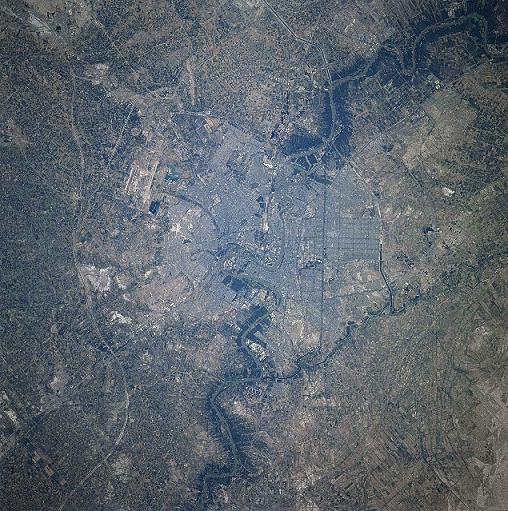
Satellietbeeld, bron: NASA

Bagdad telt een aantal musea. Het grootste is het Nationaal Museum van Irak. Dit is tevens het grootste museum in heel Irak. Tijdens de oorlog in 2003 is het museum geplunderd. Een groot deel van de collectie is later teruggevonden.
De Moestansirija-madrassa is een van de oudste islamitische universiteiten in de wereld. Het is gebouwd in het jaar 1227 en heeft verschillende oorlogen overleefd.
Ander bezienswaardigheden:
- Bagdad Tower is met 205 meter het hoogste gebouw in Bagdad. Het heeft in de top een draaiend restaurant met mooi uitzicht over de hele stad.
- Saray Souq, een typische oude Arabische markt
- Baghdadi Museum, een wassenbeeldenmuseum
- Al Shaheed Monument, een monument voor de Iraakse soldaten die gedood zijn in de Irak-Iranoorlog
- Het monument voor de Onbekende Soldaat is ook een monument voor de gedode soldaten uit de Irak-Iranoorlog.
- Al Zawra'a Park een enorm park met een dierentuin en attracties voor kinderen.
- De St. George Church, de enige Anglicaanse kerk in Irak.[bron?]

### Bagdad Dierentuin
De Bagdad Dierentuin was vóór 2003 de grootste dierentuin in het Midden-Oosten. De dierentuin had 650 tot 700 dieren, maar toen de oorlog uitbrak, en niemand de dieren kon verzorgen, kwamen veel dieren om. Slechts 35 dieren hebben de oorlog overleefd. Inmiddels is de dierentuin weer open voor het publiek.

## Klimaat
Bagdad heeft een erg heet, droog klimaat. Als je naar de maximumtemperaturen kijkt, is het een van de heetste steden ter wereld. In de zomer van juni tot augustus is de maximale gemiddelde temperatuur 44 °C. Er valt in deze tijd vrijwel geen regen.
In de winter is de maximale gemiddelde temperatuur 16 °C. De minimale gemiddelde temperatuur ligt rond 4 °C.
| Maand                  | jan | feb | mrt | apr | mei | jun | jul | aug | sep | okt | nov | dec | Jaar |
| ---------------------- | --- | --- | --- | --- | --- | --- | --- | --- | --- | --- | --- | --- | ---- |
| Hoogste maximum (°C)   | 24  | 29  | 31  | 38  | 44  | 49  | 50  | 49  | 47  | 41  | 32  | 24  | 50   |
| Gemiddeld maximum (°C) | 16  | 19  | 23  | 29  | 36  | 41  | 44  | 43  | 40  | 33  | 24  | 17  | 30,5 |
| Gemiddeld minimum (°C) | 4   | 6   | 10  | 15  | 20  | 24  | 26  | 25  | 21  | 16  | 10  | 6   | 15   |
| Laagste minimum (°C)   | −4  | −4  | −1  | 6   | 10  | 17  | 16  | 17  | 13  | 4   | −2  | −4  | −4   |
|                        |     |     |     |     |     |     |     |     |     |     |     |     |      |
| Neerslag (mm)          | 31  | 28  | 33  | 26  | 8   | 0   | 0   | 0   | 0   | 4   | 21  | 26  | 177  |

## Economie

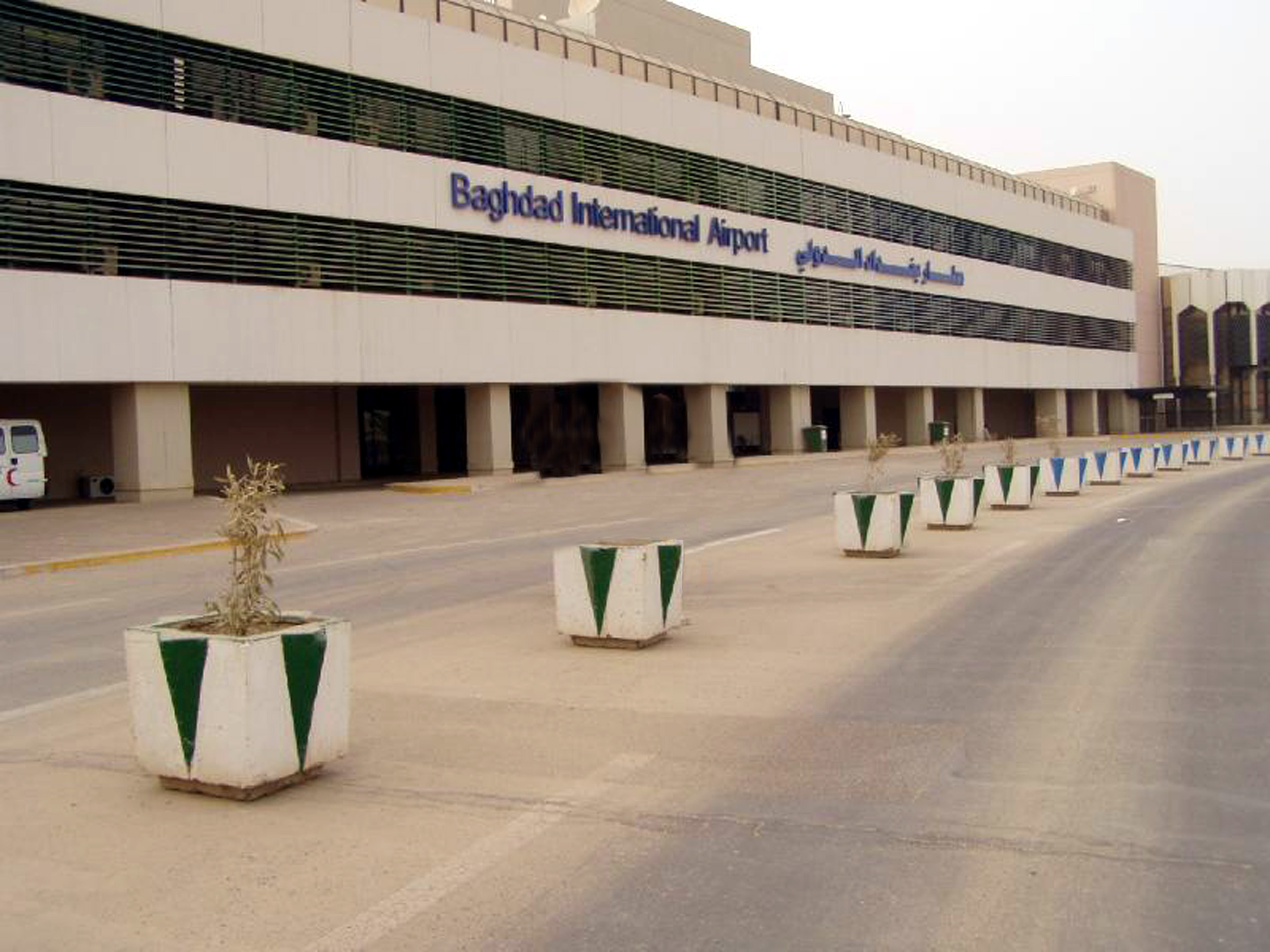
Baghdad International Airport (2007)

Iraqi Airways heeft haar hoofdkantoor in Bagdad, vlak bij Bagdad International Airport. Dit is het grootste vliegveld van Irak. Er kunnen per jaar 7,5 miljoen mensen vervoerd worden.

## Sport
Bagdad telt veel voetbalclubs waaronder de meest succesvolle van het land. Al Shorta, Al Talaba, Al Quwa Al Jawiya en Al Zawraa zijn de meest bekende en succesvolle. Bagdad heeft ook een van de grootste stadions van het land, het Al-shaabstadion met een capaciteit van 45.000 toeschouwers.

## Stedenbanden
- Amman, Jordanië
- Beiroet, Libanon
- Caïro, Egypte
- Rio de Janeiro, Brazilië
- Casablanca, Marokko
- Algiers, Algerije

## Bekende inwoners van Bagdad

### Geboren
- Ahmad ibn Hanbal (780-855), islamitisch rechtsgeleerde
- Al-Mas'udi (circa 895-957), Arabisch filosoof, geograaf en historicus
- Yaqub ibn Killis (930-991), Egyptisch vizier onder het kalifaat van de Fatimiden
- Abdul el-Haggag (circa 1150-1243), Soefi-Sheik
- Abdul al-Latif al-Baghdadi (1163-1231), arts, historicus, egyptoloog, reiziger en schrijver
- Ibn Kammuna (circa 1215-circa 1284), Joods filosoof, theoloog en arts
- David Sassoon (1792-1864), Ottomaans-Indisch-Brits zakenman en filantroop
- Albert Abdullah David Sassoon (1818-1896), Brits-Indisch zakenman en filantroop
- Yosef Chaim (1832-1909), Sefardisch rabbijn en kabbalist
- Mahmut Şevket Pasja (1856-1913), Ottomaans militair en staatsman
- Nuri al-Said (1888-1958), premier van Irak
- Rudolf Wartmann-Füchslin (1873-1930), Zwitsers ingenieur, bouwer en oprichter van Wartmann & Cie Vallette
- Numan Menemencioğlu (1891-1958), Turks diplomaat, politicus en minister van Buitenlandse Zaken
- Rasjid Ali al-Gailani (1892-1965), premier van Irak
- Jitzchak Kadouri (1898-2006), orthodox rabbijn
- Muhammad al-Kabandschi (1901-na 1932), zanger
- Abdul Karim Qassem (1914-1963), premier van Irak (1958-1963)
- Abdel Rahman Arif (1916-2007), premier en president van Irak (1966-1968)
- Ovadja Josef (1920), opperrabbijn van Israël en de voornaamste religieuze leider van het Sefardisch charedisch jodendom
- Abdel Salem Arif (1921-1966), president van Irak (1963-1966)
- Nazik al-Malaika (1922-2007), dichteres
- Adnan Patschatschi (1923), politicus
- Nadira (1932-2006), Indiase filmactrice
- Ammo Baba (1934-2009), voetballer
- Faisal II van Irak (1935-1958), koning van Irak (1939-1958)
- Eli Amir (1937), Israëlisch schrijver
- Adnan Al-Kaissie (1939-2023), professioneel worstelaar en manager
- Sarhad Jammo (1941), bisschop van de Chaldeeuwse Katholieke Kerk en liturgist
- Adil Abd al-Mahdi (1942), politicus
- Charles Saatchi (1943), Brits zakenman en kunstverzamelaar
- Bassam Salih Kubba (1944-2004), viceminister van Buitenlandse Zaken
- Iyad Allawi (1945), interim-premier van Irak
- Avi Shlaim (1945), Brits-Israëlisch historicus en hoogleraar Internationale Betrekkingen aan de Universiteit van Oxford
- Zaha Hadid (1950), architecte
- Mona Yahia (1954), kunstenares en schrijfster
- Samir (1955), Zwitsers filmproducent en regisseur
- Susanne Ayoub (1956), Oostenrijks-Iraaks schrijfster
- Raad Hamoodi (1958), voetballer
- Tara Jaff (1958), Koerdisch harpiste en zangeres
- Rüdiger Krause (1958), Duits prehistoricus
- Hussain Saeed (1958), voetballer
- Charles Berberian (1959), Frans stripauteur
- Linda George (1960), Assyrisch zangeres
- Omar Al-Rawi (1961), Oostenrijks politicus
- William N. Watson (1962), Brits schaker
- Sahar al-Haideri (1962-2007), journalist
- Ahmed Radhi (1964), voetballer en politicus
- Oedai Hoessein (1964-2003), zoon van Saddam Hoessein
- Koesai Hoessein (1966-2003), politicus en zoon van Saddam Hoessein
- Nesrin Berwari (1967), Koerdisch politica
- Meriam Abbas (1970), acteur
- Razzaq Farhan (1977), voetballer
- Dar Salim (1977), Deens acteur
- Hind Dekker-Abdulaziz (1981), Nederlands politica
- Haidar Abdul-Razzaq (1982), voetballer
- Mahdi Karim (1983), voetballer
- Noor Sabri (1984), voetballer
- Masies Artien (1993), voetballer
- Riyadh Al Azzawi (onbekend), kickbokser